# Oberbronn
Oberbronn ist ein französisches Winzerdorf und eine Gemeinde mit 1462 Einwohnern (Stand 1. Januar 2021) im Département Bas-Rhin in der Europäischen Gebietskörperschaft Elsass und in der Region Grand Est.

## Geografie
Die Gemeinde hat eine Fläche von 21,15 km² und liegt auf einer durchschnittlichen Höhe von 260 m über dem Meer. Das früher selbständige Dorf Breitenwasen ist heute ein Ortsteil von Oberbronn. Der Ort liegt im Gebiet der in Frankreich so genannten Nordvogesen in der Nähe von Niederbronn-les-Bains.

## Geschichte
Das Dorf Oberbronn gehörte zur Herrschaft Oberbronn und war deren namensgebender Hauptort. Die Herrschaft ist ab dem 13. Jahrhundert nachgewiesen und gehörte nacheinander einer Reihe adeliger Familien. Das waren zunächst die Herren von Ochsenstein, die 1485 von den Grafen von Zweibrücken-Bitsch beerbt wurden. Von diesen gelangte die Herrschaft Oberbronn – und mit ihr das Dorf – 1551 als Mitgift anlässlich der Heirat der Amelie von Zweibrücken-Bitsch mit Philipp I. von Leiningen-Westerburg an dessen Familie. Es hatten auch die Herren von Lichtenberg und, in deren Nachfolge, die Grafen von Hanau-Lichtenberg umfangreich Rechte und Besitzungen in Oberbronn. In Nachfolge der Leininger wurden die Landgrafen von Hessen-Homburg und zu einem geringeren Teil die schwedische Adelsfamilie der Freiherren von Sinclair im 17. Jahrhundert Herren der Herrschaft Oberbronn. Durch die Reunionspolitik Frankreichs fiel in der zweiten Hälfte des 17. Jahrhunderts auch Oberbronn unter französische Oberhoheit. Der hessen-homburgische Teil ging in der Mitte des 18. Jahrhunderts an die Familie Hohenlohe-Waldenburg-Bartenstein über, der Sinclair’sche Anteil an die ebenfalls schwedischstämmige Familie derer von Lewenhaupt. Hohenlohe musste die Herrschaft 1793 an Frankreich abtreten und wurde dafür später mit Gebieten des säkularisierten Bistums Würzburg abgefunden. In den Verwaltungsreformen in Folge der Französischen Revolution wurde die Herrschaft Oberbronn aufgelöst. Oberbronn war nun französisch.
Oberbronn hatte seit dem 17. Jahrhundert eine jüdische Gemeinde. 1860 zählte sie mehr als 200 Mitglieder von 1200 Einwohnern insgesamt. Die alte Synagoge aus dem 17. Jahrhundert wurde 1841 durch eine größere ersetzt, die im Zweiten Weltkrieg bombardiert und danach als Schule wiederaufgebaut wurde. Neben dem jüdischen Friedhof findet man in der Altstadt Zeugnisse der jüdischen Gemeinde wie Markierungen an den Eingangstüren und eine Mikwe in einem Privathaus.

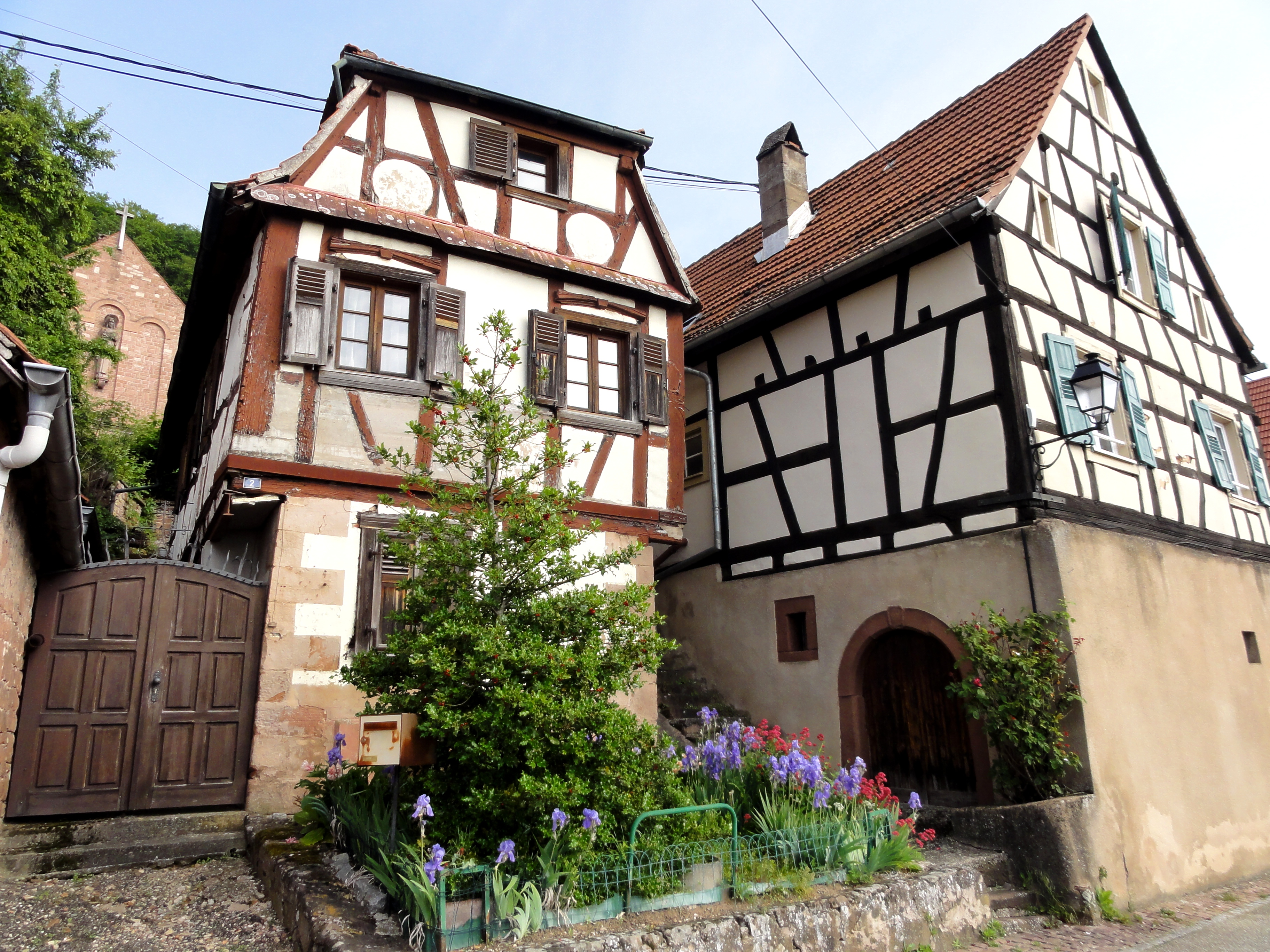
Oberbronn alte Synagoge

### Bevölkerungsentwicklung
| Jahr                       | 1962 | 1968 | 1975 | 1982 | 1990 | 1999 | 2006 | 2017 |
| Einwohner                  | 1342 | 1355 | 2296 | 2193 | 2075 | 1424 | 1506 | 1570 |
| Quellen: Cassini und INSEE |      |      |      |      |      |      |      |      |

## Kultur und Sehenswürdigkeiten
In der Altstadt des Ortes findet man mehrere typisch elsässische Gebäude. Besonders zu erwähnen sind:
- Maison du Bailli, erbaut 1568, ehemaliger Pranger
- Mairie (Rathaus im neoklassischen Stil von 1846, mit Kolonnaden)
- Römisch-katholische Kirche mit Gemälden von Louis Wagner
- Evangelische Kirche in gotischem Stil aus dem 15. und 16. Jahrhundert, erbaut 1505
- Jüdischer Friedhof aus dem 17. Jahrhundert
- Das Generalmutterhaus der Kongregation der Schwestern vom Göttlichen Erlöser Das Generalmutterhaus der Schwestern vom Göttlichen Erlöser in Oberbronn (Elsass)

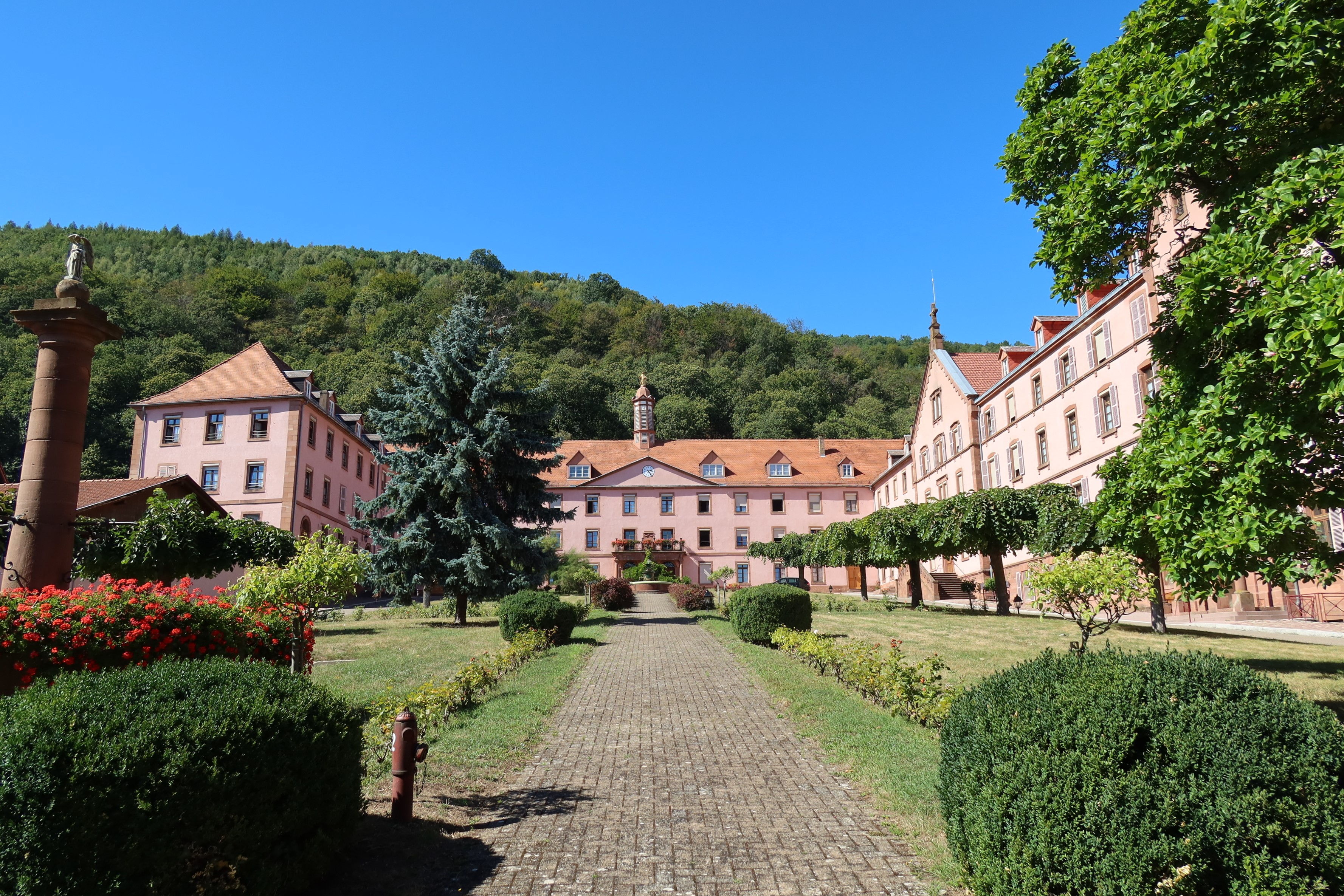
Das Generalmutterhaus der Schwestern vom Göttlichen Erlöser in Oberbronn (Elsass)

Es gibt einen beschilderten historischen Rundgang durch das Dorf. Von einem Aussichtsturm auf dem Wasenkoepfel (526 m) kann man die Oberrheinebene überblicken. Eine Spezialität des Dorfes ist das Gericht Blutwurst mit Kastanien, da die Esskastanienwälder rund um Oberbronn eine der Zutaten liefern.

## Persönlichkeiten
- Sophie Sibylle von Leiningen-Westerburg-Oberbronn (1656–1724), dritte Ehefrau von Friedrich II. (Hessen-Homburg)
- Johannes Michel (1863–nach 1918), Notar in Oberbronn und Landtagsabgeordneter